# Detector de humo por aspiración

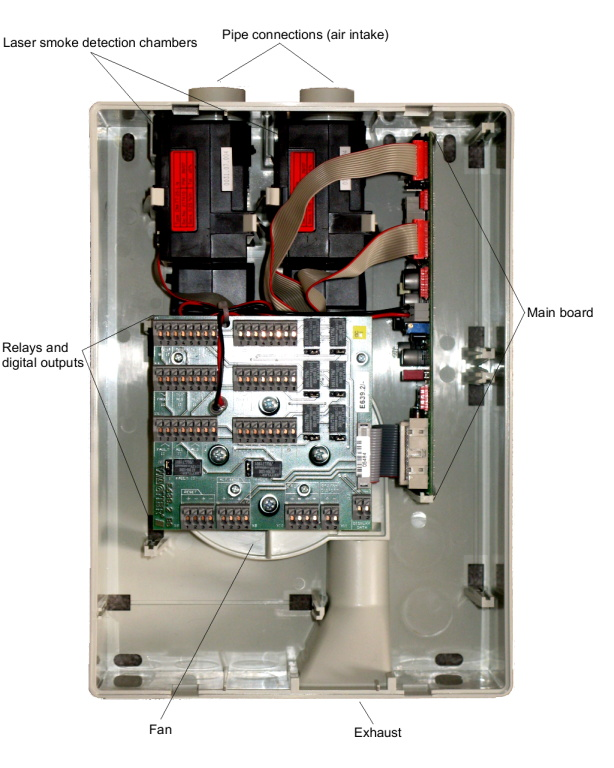
Foto del interior de la caja de un detector de humos por aspiración "WAGNER TITANUS TOP-SENS 2", con etiquetas (inglés)

Un detector de humo por aspiración (DHA) es un sistema utilizado en la protección activa contra incendios, consiste en un sistema que extrae un pequeño caudal de aire en los locales que se quiere vigilar y lo conduce a través de una red de tuberías de pequeño diámetro (1 a 2 cm) hasta una unidad de detección central para detectar humo. La cámara de muestreo se basa en un nefelómetro que detecta la presencia de partículas de humo suspendidas en el aire al ser capaz de identificar la dispersión que provocan en un haz de luz. Los DHA generalmente pueden detectar humo antes de que sea visible a simple vista.
En la mayoría de los casos, los detectores de humo por aspiración requieren una unidad de ventilación para extraer una muestra de aire del área protegida a través de su red de tuberías, como es el caso de los sistemas Wagner, ProSeries de Detección Segura de Incendios y Xtralis DHA.

## Historia
En 1970, la Organización de Investigación Científica e Industrial del Commonwealth de Australia (CSIRO) utilizó un nefelómetro para llevar a cabo investigaciones sobre incendios forestales. Posteriormente, el Departamento del director general de Correos de Australia contrató a la CSIRO para investigar tecnologías que pudieran evitar la interrupción del servicio debido a un incendio.  CSIRO sugirió que el nefelómetro debería usarse como punto de referencia para las pruebas de fuego APO. Y este tipo de equipo se instaló para monitorear los niveles de humo dentro de los conductos de retorno de aire del sistema de ventilación mecánica, utilizando una pantalla de salida del registrador gráfico.
Al término de varias semanas de pruebas, se descubrió que no existía una tecnología de detección de incendios disponible comercialmente adecuada para prevenir daños en el equipo telefónico. Sin embargo, una tecnología muy prometedora era el propio nefelómetro.
En 1979, Xtralis, entonces IEI Pty Ltd., produjo y vendió un dispositivo de muestreo de aire que llamaron VESDA (Aparato de Detección muy Temprana de Humo). La compañía rediseñó el detector en 1982 para proporcionar confiabilidad, tamaño y costo reducido para penetrar los mercados de exportación. Los sistemas DHA han ganado popularidad debido a su capacidad de detectar el humo mucho antes de que un incidente se torne en  catástrofe.

## Diseño
El diseño DHA corrige las deficiencias de los detectores de humo convencionales mediante el uso de una tubería de muestreo con múltiples orificios. Las muestras de aire son capturadas y filtradas, eliminando cualquier contaminante o polvo para evitar falsas alarmas y luego procesadas por una unidad centralizada de detección láser muy sensible. Si se detecta humo, se activa la alarma del sistema y las señales se procesan a través de estaciones de monitoreo centralizadas en unos pocos segundos.
A diferencia de los sistemas pasivos de detección de humo, incluidos los detectores de punto, los sistemas DHA aspiran activamente humo al detector a través de los orificios hacia el interior de un sistema de tuberías que se extiende por toda el área protegida. Además, los sistemas DHA incorporan monitoreo de integridad para garantizar que se genere una alerta en cualquier momento en que se vea comprometida la capacidad del DHA para detectar humo. Este no es el caso de los dispositivos pasivos que generalmente solo se controlan eléctricamente sin capacidad de determinar si el humo puede alcanzar el elemento de detección.
Los sistemas DHA incorporan más de un nivel de alarma. Esto permite que un sistema DHA proporcione una advertencia muy temprana de un evento, lo que dispara la alaerta en la etapa más temprana de un incendio, permitiendo su extinción antes de que se propague. Se pueden configurar otros niveles de alarma para proporcionar entradas de alarma de incendio, así como también disparar de forma automática sistemas de supresión. Las sensibilidades de alarma DHA son configurables y pueden programarse a niveles que van desde miles de veces más sensibles que un detector convencional, hasta mucho menos sensibles. Los detectores funcionan mejor en entornos no volátiles. También se pueden usar en gabinetes de computadora para alertar a los usuarios sobre el sobrecalentamiento de los cables de la computadora o componentes individuales de la computadora.

## Instalación
Los DHA son adecuados para entornos donde se requiere una capacidad de detección de humo rápida altamente sensible. Esto los hace adecuados en salas limpias; áreas de riesgo, como salas de fumadores, salas electrónicas y almacenamientos de líquidos y gases altamente inflamables.
Como pueden ocultarse fácilmente, las redes de tuberías son adecuadas en entornos donde los detectores de humo puntuales covencionales pueden no ser la mejor solución estética, como oficinas, apartamentos y habitaciones de hotel. Este factor también los hace adecuados en lugares donde los detectores de humo puntuales pueden ser manipulados fácilmente, como en cárceles y correccionales.
A pesar de su alta sensibilidad, los DHA se pueden usar en entornos sucios o polvorientos siempre que se sigan los procesos correctos de diseño, instalación y mantenimiento. La mayoría de los productos DHA pueden acomodar una amplia gama de entornos y aplicaciones, desde espacios confinados y abiertos hasta el entorno más limpio o más sucio, incluyendo cuartos con equipos de telecomunicaciones, salas de control, tratamiento de residuos, minería y más.